# Soneacine, Solone
Soneacine (în ucraineană Сонячне) este un sat în comuna Malozaharîne din raionul Solone, regiunea Dnipropetrovsk, Ucraina.

## Demografie
Componența lingvistică a localității Soneacine
     Ucraineană (85,82%)
     Rusă (11,94%)
     Alte limbi (0,75%)
Conform recensământului din 2001, majoritatea populației localității Soneacine era vorbitoare de ucraineană (85,82%), existând în minoritate și vorbitori de rusă (11,94%).